# Lukas Klaschinski
Lukas Klaschinski (* 24. Juli 1983 in Berlin) ist ein deutscher Psychologe, Buchautor, Podcaster und Radio- und TV-Moderator. Breitere Bekanntheit erlangte er mit dem Podcast Beste Freundinnen, den er seit 2015 gemeinsam mit Timo Neitzel produziert.

## Leben

### Kindheit
Lukas Klaschinski wurde in Berlin geboren und wuchs nach eigenen Angaben vom 6. bis 14. Lebensjahr in einer dörflichen Gemeinschaft in Niedersachsen auf. In seinem Buch beschreibt er, Erfahrungen mit „dem finanziellen Polster eines Hartz-IV-Kindes“ gemacht zu haben, und nennt die Scheidung seiner Eltern, als er sechs Jahre alt war.

### Ausbildung und Karrierestart
Seine Karriere als Moderator begann Klaschinski mit einem Volontariat beim Berliner Radiosender 98.8 Kiss FM. Dort entwickelte er später die Radiosendung Facetalk, die er bis 2016 zuerst mit Alina Merkau und später mit Toyah Diebel moderierte. 2014 wurde das Konzept mit dem Preis für crossmediale Programminnovation von der Bremischen Landesmedienanstalt brema und Radio Bremen ausgezeichnet.
Ab 2011 war Klaschinski als Regisseur und Produzent für Bewegtbild-Produktionen tätig. Es entstand der Dokumentarfilm Jackpot über den Berliner U-Bahnrapper Kool Kasai, der mit dem Noida Filmpreis und Landshuter Filmpreis gekürt wurde, sowie mehrere Werbefilme, unter anderem für Naturstrom und für Die Arche e. V. mit Klaas Heufer-Umlauf.
Neben seiner Tätigkeit im Rundfunk und als Regisseur absolvierte Klaschinski ein Psychologie-Studium an der Universität Potsdam, das er mit einem Master und einer wissenschaftlichen Publikation zum Thema Power Posing abschloss.

### Beste Freundinnen und Auf die Ohren
Gemeinsam mit seinem Freund Timo Neitzel startete Klaschinski 2015 den Podcast Beste Freundinnen, in dem die Hosts Themen wie Beziehungskrisen, One-Night-Stands, Traumfrauen und vieles mehr besprechen. Um sich offen über intime und tabu-belegte Sujets auszutauschen, veröffentlichten sie zunächst unter den Pseudonymen Jakob (Klaschinski) und Max (Neitzel) und präsentierten sich in der Öffentlichkeit mit Masken. Den Podcast adaptierte der WDR Rundfunksender 1LIVE als YouTube-Serie unter dem Titel Beste Freundinnen Zuhause. Es entstanden zwei Staffeln des Visual Podcasts.
In einem Mask Off enthüllten Klaschinski und Neitzel 2023, acht Jahre nach dem Podcastdebüt, mit einem Video und auf einer Veranstaltung vor Publikum ihre Identität. Der Podcast gehörte 2023 mit über einer Million monatlicher Zuhörerinnen und Zuhörer zu den reichweitenstärksten Podcasts in Deutschland.
2018 gründeten Klaschinski und Neitzel ein Medienproduktionsunternehmen mit Sitz in Berlin. Der Fokus liegt auf Podcast-Formate, die sie sowohl in Eigeninitiative als auch in Auftragsarbeit für öffentlich-rechtliche Rundfunksender, Streamingplattformen, Persönlichkeiten und Unternehmen produzieren. Das von ihnen entwickelte Format „Beats & Bones“ für das Museum für Naturkunde in Berlin, das Klaschinski auch moderiert, wurde 2021 mit dem Deutschen Hörbuchpreis in der Kategorie „Bester Podcast“ ausgezeichnet. 2018 veranstaltete Klaschinski das deutsche Podcast-Festival „Auf die Ohren Festival“, das auch im darauffolgenden Jahr stattfand.

### Zusammenarbeit mit Stefanie Stahl
Seit 2019 arbeitet Lukas Klaschinski zusammen mit der deutschen Psychotherapeutin und Bestseller-Autorin Stefanie Stahl an diversen Projekten. Darunter zählen der psychologische Podcast So bin ich eben, der von Klaschinski und Stahl gehostet wird, sowie die YouTube-Serie PsychoCouch und gemeinsame Bühnenshows. Außerdem schreiben sie seit 2022 in Dialogform die zweiwöchentlich erscheinende Kolumne PsychoLogisch für das Stern Online-Magazin. Ziel ihrer Projekte, die sie als Psychotainment beschreiben, sei es, Psychologie in die Mitte der Gesellschaft zu bringen.

### Buchveröffentlichung und TV
2024 veröffentlichte Klaschinski sein erstes psychologisches Sachbuch Fühl dich ganz, das der SWR-Moderator Kristian Thees als Grundlagenwerk beschrieb. Darin vermittelt Klaschinski psychologisches Wissen zum Thema Gefühle und Gefühlsbereitschaft. In der ersten Woche nach Veröffentlichung landete das Buch in den Top drei der Spiegel-Bestsellerliste.
Im selben Jahr war Klaschinski in dem TV-Format des ZDF Auf der Couch als Moderator zu sehen. Schon zuvor war er in diversen Fernseh- und Audioproduktionen als psychologischer Experte aufgetreten, unter anderem beim sat1-Frühstücksfernsehen, der ARD, Pro7 und Arte.

## Werke

### Publikationen

#### Sachbuch
- Fühl dich ganz. Knaur Balance, München 2024, ISBN 978-3-426-44656-0.

#### Mitautorenschaft
zusammen mit Timo Neitzel unter den Pseudonymen Jakob und Max
- Vatermilch: Die nackte Wahrheit übers Vatersein. Penguin Verlag, München 2021, ISBN 978-3328105688.[22]
- Kann ich nicht sagen, muss ich nackt sehen: Was Männer über Beziehung, Sex und Liebe denken. Penguin Verlag, München 2019, ISBN 978-3328103875.[23]
- Beste Freundinnen: Wenn Männer über Frauen, Sex und den Sinn des Lebens reden. Lübbe, Köln 2017, ISBN 978-3404609550.[24]

### Podcasts
- seit 2020: Jakobs Weg[25]
- seit 2020: Beats & Bones für das Museum für Naturkunde Berlin[26]
- seit 2019: So bin ich eben mit Stefanie Stahl[17]
- seit 2018: Beste Vaterfreuden mit Timo Neitzel[4]
- 2017 – 2020: 180 Grad, Audible Audio[27]
- seit 2015: Beste Freundinnen mit Timo Neitzel[4]

### Radiomoderation
- 2013 – 2016: Facetalk zusammen mit Alina Merkau, später mit Toyah Diebel, 98.8 Kiss FM, Radio Bremen, delta radio, ENERGY Sachsen (ausgezeichnet mit dem Preis für crossmediale Programminnovation 2014)[7][8]

### Regie
- 2015: Dokumentarfilm Jackpot (ausgezeichnet mit dem Noida Filmpreis und Landshuter Filmpreis)[9][28]
- 2016: Werbefilm Die Arche e. V. – Kinder Auffangen, mit Klaas Heufer-Umlauf[10]

### Bühnenprogramme
- 2019 – laufend: Beste Freundinnen Tour mit Timo Neitzel[29]
- 2023: Wer wir sind Tour mit Stefanie Stahl[17]
- 2022: Normalgestört Tour mit Stefanie Stahl[30]

### Auszeichnungen
- 2022 und 2024: Nominierung Deutscher Podcastpreis für So bin ich eben[31]
- 2021: Deutscher Hörbuchpreis „Bester Podcast“ für Beats & Bones[14]
- 2020: DigAMus-Award in der Kategorie Podcasts für Beats & Bones[32]
- 2019: Jurymitglied Deutscher Hörbuchpreis[33]
- 2016: Noida Filmpreis und Landshuter Filmpreis für Jackpot[9][28]
- 2014: Nordmedia Preis für crossmediale Programminnovation für das Konzept der Radiosendung Facetalk, vergeben von der Bremischen Landesmedienanstalt brema und Radio Bremen[8]